# Thripadectes holostictus
El trepamusgos listado (en Perú) (Thripadectes holostictus), también denominado trepamusgos frangeado (en Ecuador), hojarasquero menor o  mediano (en Colombia) o trepapalo listado (en Venezuela), es una especie de ave paseriforme de la familia Furnariidae propia de regiones andinas del noroeste y oeste de América del Sur.

## Distribución y hábitat
Se distribuye de forma disjunta a lo largo de la cordillera de los Andes, desde el oeste de Venezuela, por Colombia, Ecuador, Perú, hasta el centro de Bolivia.
La abundancia del trepamusgos listado varía mucho a lo largo de su área de distribución, siendo infrecuente en unas partes, a muy corriente en otras. Es más abundante en Ecuador (especialmente en la provincia de Pichincha), y es poco frecuente en Colombia y Venezuela. Es un pájaro tímido, más fácil de oír que de observar.
Esta especie es considerada poco común en su hábitat natural, el denso sotobosque de bosques tropicales húmedos montanos de las laderas andinas, abundantes en musgos, y epifitas, principalmente en altitudes entre 1500  y 2500 m, pero varía con la latitud (2000 a 2300 m en Ecuador, 100 a 2700 m en Colombia, 1800 a 2000 m en Venezuela).

## Descripción
Mide entre 20 y 21 cm de longitud y pesa entre 38 y 49 g. Es un pájaro de plumaje de tonos pardo con un denso veteado anteado en la cabeza, espalda y partes superiores, especialmente en el pecho y la garganta. Su obispillo y cola son de color castaño rojizo. El fondo del plumaje de las partes inferiores también es castaño rojizo. Su pico negro es robusto y recto. 
Tiene un aspecto muy similar al trepamusgos flamulado, aunque este último es de mayor tamaño. Una característica que distingue a los trepamusgos de los trepatroncos es las punta redondeada de sus colas, mientras que los trepatroncos presentan bordes espinosos.

## Comportamiento
El trepamusgos listado es una especie huidiza, difícil de observar, y con un comportamiento similar al trepamusgos flamulado.
Busca alimento entre la vegetación densa del sotobosque entre 1–2 m del suelo, con preferencia por los matorrales de bambú Chusquea. Principalmente son solitarios, pero pueden encontrarse en bandadas mixtas.
Suele hacer túneles en taludes y terraplenes escarpados cubiertos de vegetación.

### Vocalización
El canto es semejante al del trepamusgos flamulado, un trinado rápido, staccato, de notas ásperas, de timbre equilibrado, pero el canto de la presente especie es más rápido, de timbre más alto y descendiente hacia el final.

## Sistemática

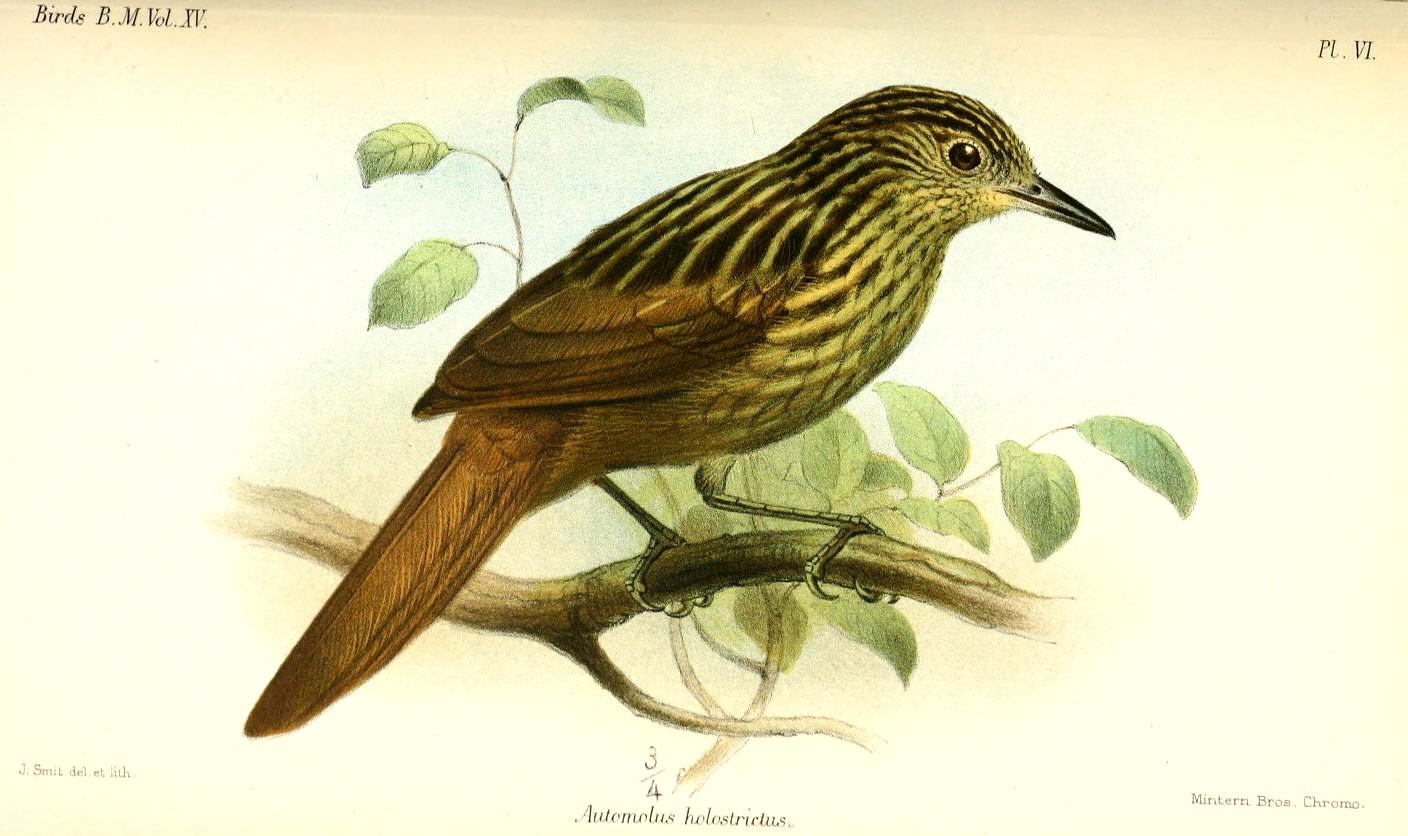
Ilustración de Joseph Smit en Catalogue of the birds in the British Museum, 1890.

### Descripción original
La especie T. holostictus fue descrita por primera vez por los zoólogos británicos Philip Lutley Sclater e Osbert Salvin en 1876 bajo el nombre científico Automolus holostictus; su localidad tipo es: «Medellín, Antioquia, Colombia».

### Etimología
El nombre genérico masculino «Thripadectes» deriva del griego «thrips, thripos»: carcoma, polilla de la madera, y «dēktēs»: picoteador; significando «que picotea la polilla de la madera»; y el nombre de la especie «holostictus», proviene del griego «holos»: completo, entero y «stiktos»: moteado, punteado; significando «enteramente moteado».

### Taxonomía
La subespecie striatidorsus es de dudosa distinción de la nominal; adicionalmente, las aves del norte de Perú (Amazonas al sur hasta La Libertad, de donde se desconocían especímenes hasta recientemente) tienen la coloración ventral y la extensión del estriado intermediaria entre la subespecie nominal y moderatus, y esta última exhibe una tendencia creciente hacia la nominal en la poblaciones más al norte, y el tamaño del cuerpo significativamente menor en el extremo sur; análisis cuantitativos, incluyendo especímenes de las localidades intermediarias, podrían mostrar que toda la variación geográfica es clinal y que no se sustentaría ninguna división en subespecies.

### Subespecies
Según las clasificaciones del Congreso Ornitológico Internacional (IOC) y Clements Checklist v.2018, se reconocen tres subespecies, con su correspondiente distribución geográfica:
- Thripadectes holostictus striatidorsus (Berlepsch & Taczanowski, 1884) – Andes occidentales del oeste de Colombia (Páramo de Frontino, al sur desde Cauca) y oeste de Ecuador (al sur hasta Chimborazo).
- Thripadectes holostictus holostictus (P.L. Sclater & Salvin, 1876) – Andes del oeste de Venezuela (suroeste de Táchira), Colombia (Andes centrales desde Antioquia, y Andes orientales hacia el sur desde Norte de Santander), este de Ecuador y  norte de Perú (La Libertad).
- Thripadectes holostictus moderatus J.T. Zimmer, 1935 – Andes desde el centro de Perú (Huánuco) hacia el sur hasta el centro de Bolivia (oeste de Santa Cruz).